# Deepsea Challenger
Deepsea Challenger (DCV 1) — батискаф, на якому 26 березня 2012 року канадський режисер Джеймс Кемерон наодинці здійснив занурення на дно найглибшої западини Світового океану — в «безодню Челленджера» (Маріанська западина). Підводний апарат побудований в Сіднеї, Австралія, проєктно-дослідницькою компанією Acheron Project Pty Ltd і містить наукове обладнання та 3D-камери з високою роздільною здатністю.

## Розробка
Deepsea Challenger був таємно побудований в Австралії, у співпраці з National Geographic і при підтримці Rolex. У будівництві батискафа та реалізації місії допомогу надали Скриппсовський інститут океанографії, Лабораторія реактивного руху і Гавайський університет. Керував будівництвом Австралійський інженер Рон Аллум.

## Характеристики
Підводний апарат призначений тільки для одного пілота, бо зовнішній діаметр сферичної гондоли становить лише 1,1 метра (внутрішній діаметр лише 97 см), що, в свою чергу, зумовлено її великою вагою, від якої залежить обсяг поплавка, заповненого спеціальною піною ISOFLOAT (розроблена спеціально для цього проєкту Роном Аллумом, складається з порожнистих скляних сфер в полімерній смолі). Твердість піни відносна — на граничній глибині розмір поплавка все ж стискається на 5 см. Ідея твердої піни повторює принцип, застосований фінськими інженерами в будівництві батискафів «Мир». Поплавок становить 70 % обсягу батискафа. Все це визначає загальні розміри апарата і бажання творців зробити його компактнішим і зручнішим для транспортування. Сталева гондола складається з двох півсфер, відпресованих з пласких виливок. Значний шар металу всередині півсфер знятий механічно, бо метал всередині виливки має менше дефектів. Сталеві стінки гондоли завтовшки 6,4 см були протестовані на здатність витримувати необхідний тиск в 114 000 кПа в барокамері Університету штату Пенсільванія. Виробники батискафів-попередників не мали такої можливості, в кращому випадку задовольнялися випробуванням зменшених моделей. 
Форма батискафа запозичує поведінку риб коралового рифу, які плавають головою вниз. Це дозволяє швидко занурюватися і спливати.
Гондола розташовується біля основи вертикально-занурюваного апарата завдовжки 7,3 метра і вагою 11,8 тонн. При транспортуванні на судні батискаф перебуває в горизонтальному положенні. Баласт вагою 500 кг дозволяє апарату занурюватися на необхідну глибину і при його скиданні спливати на поверхню; якщо штатна система скидання баласту не спрацює, то задіюється допоміжна електрична система скидання баласту для спливання апарата. На борту є два газових балона зі стисненим киснем, що дозволяє пілоту перебувати під водою 56 годин. Система життєзабезпечення апарата поглинає вуглекислий газ, а водяні пари, що утворюються при диханні і потовиділенні, конденсуються на прохолодних внутрішніх стінках гондоли і стікають вниз до її основи в спеціальні резервуари. 
Періодично, дані про внутрішній тиск, вміст кисню, температуру повітря в гондолі вирушають на корабель супроводу для того, щоб фахівці нагорі могли оцінити ситуацію і в разі потреби повернути апарат на поверхню..
Швидкість пересування субмарини становить 3 вузла по горизонталі і 2,5 по вертикалі. Пілот управляє батискафом за допомогою джойстика. Апарат здатний розвертатися навколо своєї осі завдяки 12 електромоторам з водометними рушіями. Швидкість спливання-занурення набагато більша і регулюється тільки скиданням баласту.
На борту знаходяться 180 систем, 1500 електронних плат, прилади моніторингу та контролю, акумулятори, системи життєзабезпечення, 3D-камери і світлодіодне освітлення.  Кожна батарея розміщується в пластиковому корпусі, зануреному в ванну з силіконовим мастилом, що дозволяє електроніці зазнавати впливу зовнішнього тиску, не приходячи в безпосередній контакт з морською водою. Апарат забезпечений двома «стрілами», на одній з яких розташовані камери, на другий — прожектори. Бортова система зв'язку здатна передавати сигнал на відстань 30 км під водою. Deepsea Challenger оснащений відеокамерою Red Epic 5K з роздільною здатністю близько 14 мегапікселів, а також зовнішньою освітлювальною світлодіодною панеллю довжиною в 2,5 метра і сигнальними вогнями.

## Ризики занурення
Тиск товщі води на глибині здатний деформувати субмарину, пошкодити її корпус, зруйнувати ілюмінатори або вивести з ладу маніпулятори, що І сталося з одним з них незабаром після початку збору зразків — відмовила гідравліка.
Велика кількість електроніки, складних систем управління, може привести до пожежі через загоряння електропроводки або інших матеріалів в повітряній атмосфері гондоли.
Температура води на глибині коливається близько 0 °C, така температура здатна привести до відмови електроніки і збоїв систем управління, так, вийшла з ладу система життєзабезпечення, через відмову якої довелося припинити першу спробу занурення, під час другої спроби зламався сонар.
Однією з небезпек, пов'язаної з глибоководним зануренням, є перепад температур: так, на початку занурення температура в кабіні піднялася до 37 °C через електроніку на борту, але скоро впала до 2 °C. Хоча субмарина забезпечена спеціальними системами обігріву, Кемерон був одягнений в спеціальний костюм, який допоміг би йому протриматися деякий час у разі відмови опалення, але все ж взув теплі шкарпетки і взуття.
Можливий ризик зіткнення зі скелями, що несе небезпеку для самої субмарини, бо на глибині з високим тиском забортної води найменше механічне пошкодження може привести до аварії.

## Рекорд
Занурення проходило з борту судна Mermaid Sapphire. Воно почалося 25 березня близько 21:30 за Гринвічем, через півтори години, о 22:52 Джеймс Кемерон на Deepsea Challenger досяг дна Маріанської западини, максимальна глибина якої становить майже 11 км. Це стало четвертим в історії і другим пілотованим зануренням в «безодню Челленджера», при цьому занурення 2012 року стало першим одиночним і найтривалішим з усіх.
Кемерон взяв зразки порід і живих організмів, провів зйомку, матеріал якої ліг в основу його документального фільму. На поверхню батискаф піднявся близько 03:00 за Гринвічем.

## Життя на глибині
Одним з основних питань експедиції були документальні докази життя на глибині. За словами Кемерона, єдиною живою істотою, яка йому попалася на очі, було щось, схоже на креветку розміром близько 2,5–3 сантиметри. У зразках ґрунту було виявлено 68 нових видів живих організмів.

## Цікаві факти
- Джеймс Кемерон проходив підготовку, яка включала в себе водолазні роботи.
- Deepsea Challenger більш ніж вдесятеро легше свого попередника — батискафа «Трієст», 11,8 тонн до 150 тонн у «Трієста», також він містить набагато більше наукового обладнання і може занурюватися і спливати з більшою швидкістю, «Трієст» спускався за 4 години 48 хвилин, піднімався за 3 години 15 хвилин, в той час як Deepsea спускається за 2 години, а піднімається за 1 годину;
- «Трієст» знаходився на дні 20 хвилин, екіпаж не міг робити фотографії, Deepsea ж перебував на дні 6 годин і зумів зробити не тільки знімки, але і високоякісний відеозапис [22]
- На будівництво апарата Deepsea Challenger пішло вісім років.